# Cornelia Ramondt-Hirschmann
Cornelia Ramondt-Hirschmann (Den Haag, 29 juli 1871 – Hilversum, 20 november 1957) was een Nederlandse onderwijzer, feminist, pacifist en theosofist. Ten tijde van de Eerste Wereldoorlog nam zij deel aan het internationaal congres van vrouwen te Den Haag. Daaropvolgend was ze een van de afgevaardigden die Europese leiders opzocht in een poging neutrale bemiddeling te bewerkstelligen. Ze was betrokken bij de oprichting van de Volkenbond en was tussen 1935 en 1937 een van de drie internationale voorzitters van de Women's International League for Peace and Freedom.

## Jonge jaren
Susanna Theodora Cornelia Hirschmann werd op 29 juli 1871 geboren te Den Haag als dochter van Sophie (née Bahnsen) en Frederik Willem Louis Antonie Hirschmann. Haar vader was werkzaam als administrator van de Koninklijke Marine. Hij stierf tijdens een terugtocht van Nederlands Voor-Indië toen zijn dochter negen jaar was.
Cornelia werd onderwezen aan de christelijke kweekschool te Den Haag. In 1889 behaalde ze haar Lager Onderwijs Akte (1889) en het daaropvolgende jaar behaalde ze haar certificaat Frans. Na haar afstuderen, verhuisde Hirschmann tezamen met haar moeder naar Nijmegen. Aldaar leefden de twee van Cornelia’s onderwijzersloon en Sophie’s weduwepensioen. In 1893 behaalde Cornelia nog de bevoegdheid tot gymdocent. Rond deze tijd ontmoette ze ook haar toekomstige man Dirk Ramondt. Toen Cornelia haar opleiding afgerond had verhuisde ze, wederom samen met haar moeder, naar Utrecht. Aldaar trouwde ze in 1899 met Ramondt, die als postbeambte werkzaam was. Het echtpaar verhuisde vervolgens naar Breda waar hun dochter Sophie geboren werd.

## Loopbaan en levensloop
Nadat ze in aanraking was gekomen met de vrouwenbeweging, raakte Ramondt-Hirschmann al spoedig betrokken bij de Vereeniging voor Vrouwenkiesrecht (VvVK), de Wereldbond voor Vrouwenkiesrecht en de Internationale Moedervereniging. Nadat het gezin in 1903 naar Den Haag verhuisd was werd Ramondt-Hirschmann secretaresse van de hoofddirectie van de Nationale Vrouwenraad. Rond deze tijd werd ze ook lid van de Nederlandse Vegetariërsbond en de Haagse Vereniging voor Wijsbegeerte. Ook raakte ze geïnteresseerd in de theosofie en hield ze regelmatig lezingen voor de Nederlandse tak van de Theosofische Vereniging.
Het gezin verhuisde in 1912 naar Amsterdam. Kort daarna raakte Ramondt-Hirschmann betrokken bij de pacifistische beweging.
In 1915 was ze medeorganisator van het Internationaal Congres van Vrouwen te Den Haag. Ze werd verkozen tot presidente van de Nederlandse tak van het International Committee of Women for Permanent Peace (ICWPP) dat tijdens het congres opgericht werd. Samen met Rosika Schwimmer, Emily Greene Balch, Chrystal Macmillan en Julia Grace Wales vormde Ramondt-Hirschmann het comité van afgevaardigden, dat naar aanleiding van de resoluties die op het congres aangenomen waren, bij de Scandinavische en Russische leiders de vrede ging bepleitten. Een ander comité, onder leiding van Aletta Jacobs en Jane Addams, bezocht de leiders van oorlogvoerende landen. Ramondt-Hirschmanns comité kreeg van Knut Wallenberg, de Zweedse minister van Buitenlandse Zaken, toezegging dat Zweden bereid was tot bemiddeling indien er twee oorlogvoerende landen gevonden werden die met elkaar in gesprek wilden gaan. Ook de Russische minister van Buitenlandse Zaken, Sergej Sazonov, verklaarde dat hij een neutrale bemiddelingsconferentie niet in de weg zou staan. Ramondt-Hirschmann en Rosika Schwimmer bezochten vervolgens Gottlieb von Jagow, de Duitse minister van Buitenlandse Zaken, die aangaf dat ook hij niet tegen zou werken als het op een neutrale conferentie aankwam. Jacobs probeerde intussen in Nederland de organisatie van een neutrale conferentie te bewerkstellingen, maar Cort van der Linden wilde eerst toezegging van de Amerikaanse president Woodrow Wilson. Toen die toezegging er niet kwam, was het plan mislukt. Pas na de oorlog werd uiteindelijk de Volkerenbond opgericht.
In 1919 reisde Ramondt-Hirschmann samen met Mien van Wulfften Palthe-Broese van Groenou naar Zürich om een vergadering van de ICWPP bij te wonen. Aldaar werd de ICWPP hernoemd tot the Women's International League for Peace and Freedom (WILFP). In 1921 werd Ramondt-Hirschmann benoemd tot de internationale secretaresse van de WILPF. Tot 1936 bleef ze in als secretaresse werkzaam voor de WILPF.
Nadat ze in 1923 van haar man was gescheiden, reisde ze tussen 1924 en 1926 door Amerika om lezingen te geven over vrede. Haar dochter volgde intussen een master aan Bryn Mawr College. Tussen 1927 en 1930 was Ramondt-Hirschmann werkzaam als secretaresse van de Theosofische Vereniging in Nederland. In 1934 verhuisde ze met haar dochter naar Hilversum, waar Sophie werkzaam was als onderwijzer. Datzelfde jaar organiseerde Ramondt-Hirschmann haar eerste stille tocht voor de vrede. Ze organiseerde deze Vrouwen Vredestochten tot 1940. In 1935 nam ze deel aan een protest tegen de arrestatie van zogenaamde politieke dissidenten door de Nazi’s. Tussen 1935 en 1937 was ze een van de voorzitters van de WILPF. In 1936 was ze tevens bestuurslid van de Raad van Toezicht van het Centraal Vredes Bureau. Ook zamelde ze geld in voor de slachtoffers van de Spaanse Burgeroorlog.
In 1938 keerde ze terug naar Den Haag waar ze vervolgens verbleef tot de Duitse aanval op Nederland in 1940. Ze woonde vervolgens tot haar dood op 20 November 1957 bij haar dochter in Hilversum.